# فيصل العجب
فيصل العجب سيدو تية (24 أغسطس 1978 –) من مواليد حي كوبر بالخرطوم بحري في السودان وهو القائد السابق لنادي المريخ السوداني ولاعب دولي سابق لدى المنتخب السوداني. إضافة إلى المريخ لعب العجب في مريخ الفاشر والنيل شندي قبل أن يعود إلى المريخ عام 2017 وشارك في مباراتين فقط في الدوري الممتاز.
اعتزل العجب كرة القدم نهائيًّا بعدما أنهى مسيرته في المريخ.
سجل العجب حافل ومليء بالإنجازات على مساري نادي المريخ والمنتخب الوطني ، فقد استطاع خلال فترة وجيزة أن يضع بصمته ويصنع تاريخًا عريضًا ورسم لوحة ستبقى للأجيال.

## إنجازاته

### مع المريخ
- حقق مع المريخ الفوز ببطولة الدوري السوداني الممتاز سبعة مرات أعوام 1997، 2000، 2001، 2002، 2008، 2011، 2013.
- الفوز ببطولة كأس السودان ثمانية مرات أعوام 2001، 2005، 2006، 2007، 2008، 2010، 2012، 2013.
- الفوز بلقب الهداف في بطولة الممتاز مرتين: موسم 1999 برصيد «7» أهداف وموسم 2005 برصيد «19» هدفًا.
- هداف القمة في الألفية الجديدة برصيد «5» أهداف.
- هداف السودان بصورة مطلقة في بطولات الأندية الأفريقية برصيد «12» هدفًا.
- احتفظ مع زملائه بسجل خالٍ من الهزائم في «13» مباراة أفريقية لعبت باستاد المريخ أمام كل من:
  - شباب بلوزداد .. فاز المريخ 2–صفر
  - الأهلي المصري .. فاز المريخ 3–1
  - فيلا اليوغندي .. فاز المريخ 2–1
  - كانون ياوندي الكاميروني .. فاز المريخ 4–صفر
  - قرين بفلوز .. فاز المريخ 1–صفر
  - يوسكاف مدغشقر.. فاز المريخ 3–صفر
  - المقاولون العرب .. فاز المريخ 3–1
  - ريفينيو .. فاز المريخ 2–صفر
  - باماكو المالي .. فاز المريخ 3–صفر
  - سانت لوبوبو الكنغولي .. فاز المريخ 2–1
  - القطن التشادي .. فاز المريخ 5–صفر
  - الشلف الجزائري .. فاز المريخ 3–صفر.

### مع المنتخب الوطني
ساهم العجب بشكل فاعل في صعود المنتخب الوطني السوداني إلي نهائيات كأس الأمم الأفريقية 2008 في غانا متصدراً مجموعته في التصفيات والتي كانت فيها منتخبات تونس وسيشل وموريشيوس.

## رقم قياسي في التسجيل
عام 2005م كان عام العجب فقد أحرز فيه «32» هدفًا منها «19» هدفًا في الدوري الممتاز أهلته لاعتلاء صدارة الهدافين، بالإضافة إلى «4» أهداف في كأس السودان و«7» أهداف في المباريات الودية، وهدفين دوليين.

## إنجازات وبطولات

### مع نادي المريخ

#### محليًّا
- الدوري السوداني الممتاز (7 مرات): 1997، 2000، 2001، 2011,2008،2002م 2013
- كأس السودان (7 مرات): 2001، 2005، 2006، 2007, 2008، 2010م 2011.
- درع الإنقاذ (5 مرات): 2000، 2001، 2004،
- كأس سد مروي: عام 2009

#### خارجيًّا
- فضية الكونفدرالية: عام 2007
- كأس الشارقة: عام 1999
- كأس الوصل: عام 1999

### على المستوى الدولي
- كأس سيكافا للأمم: 2006أثيوبيا
- التأهل إلى كأس الأمم الأفريقية: 2008 م بغانا

### على المستوى الفردي
- احتفظ مع زملائه بسجل خالٍ من الهزائم في «17» مباراة أفريقية لعبت باستاد المريخ
- هداف الدورى الممتاز مرتين: عام 1999م برصيد «7» أهداف، عام 2005 برصيد «16» هدفًا.
- هداف القمة في الألفية الجديدة: برصيد «6» أهداف
- هداف السودان بصورة مطلقة في بطولات الأندية الأفريقية: برصيد «20» هدفًا
- ساهم بشكل فاعل في صعود المنتخب الوطني إلى نهائيات بطولة العرب بالكويت
- أول لاعب سوداني يدخل نادي المائة بعد وصوله للرقم مائة من الأهداف في مسابقة الدوري الممتاز بعد إحرازه لهدفين في مباراة فريقه أمام فريق الموردة بتاريخ 30 أبريل 2010 في المباراة التي انتهت نتيجتها 4–1 لصالح المريخ.
- ثالث لاعبي أفريقيا شعبية وفاز في 2008 بجائزة رابع أكثر لاعبي العالم شعبية ومرشح لجائزة أكثر اللاعبين شعبية في العالم.

## روابط خارجية
- فيصل العجب على موقع قاعدة بيانات كرة القدم.إي يو (الإنجليزية)
- فيصل العجب على موقع ناشيونال فوتبول تيمز (الإنجليزية)